# Lucie Lomová
Lucie Lomová (* 23. července 1964, Praha) je česká výtvarnice, známá především jako autorka komiksů a kreslených vtipů. V současnosti publikuje především v České republice a ve Francii.

## Život
Vystudovala dramaturgii na DAMU v Praze. Tyto komiksy později vyšly knižně. Začínala jako autorka ilustrací k učebnicím a pohádkovým knihám, dodnes ilustruje knihy pro dospělé (zejména pro spisovatelku Irenu Douskovou). Se sestrou Ivanou Lomovou stvořila komiksové postavičky myší Anči a Pepíka, v roce 1989 vyšla jejich první dobrodružství. Lucie Lomová brzy začala Anču a Pepíka kreslit a psát pro časopis Čtyřlístek, po devíti letech příhody ukončila. Souborně pak vyšly ve třech svazcích (Academia, 2004 a Meander, 2006 a 2007) a jsou hodnocené jako jeden z nejlepších současných komiksů pro děti. Její knihu Každý den je nový ocenila Česká akademie komiksu cenou Muriel za rok 2022.
V témže roce byla vyznamenána francouzským rytířským Řádem umění a literatury.
Je autorkou komiksů Anna chce skočit a Divoši. Její knihy vychází v češtině a francouzštině.
Pro společnost Metrostav nakreslila řadu edukativních komiksů, které se týkaly např. požívání alkoholu na stavbě.
Dlouhodobě spolupracuje s Českou televizí, kde se podílí na tvorbě kreslených adventních kalendářů na webu ČT: D.

## Dílo
- LOMOVÁ, Lucie. Institut vzpomíná : L'Institut se souvient. Praha: Francouzský institut v Praze, 2021. 16+16 s. ISBN 978-80-908060-0-9. (česky a francouzsky)